# Sylvain Côté
Sylvain Côté, född 19 januari 1966, är en kanadensisk före detta professionell ishockeyspelare som tillbringade 19 säsonger i den nordamerikanska ishockeyligan National Hockey League (NHL), där han spelade för ishockeyorganisationerna Hartford Whalers, Washington Capitals, Toronto Maple Leafs, Chicago Blackhawks och Dallas Stars. Han producerade 435 poäng (122 mål och 313 assists) samt drog på sig 545 utvisningsminuter på 1 171 grundspelsmatcher. Han spelade också på lägre nivåer för Binghamton Whalers i American Hockey League (AHL) och Remparts de Québec och Olympiques de Hull i Ligue de hockey junior majeur du Québec (LHJMQ).
Côté draftades i första rundan i 1984 års draft av Hartford Whalers som elfte spelaren totalt.

## Statistik
| 1981–1982    | Gouverneurs de Sainte-Foy | MAAA         | 46   | 18  | 29  | 47  | 117 | 5   | 0  | 3  | 3  | 8  |
| 1982–1983    | Remparts de Québec        | LHJMQ        | 66   | 10  | 24  | 34  | 50  | —   | —  | —  | —  | —  |
| 1983–1984    | Remparts de Québec        | LHJMQ        | 66   | 15  | 50  | 65  | 89  | 5   | 1  | 1  | 2  | 0  |
| 1984–1985    | Hartford Whalers          | NHL          | 67   | 3   | 9   | 12  | 17  | —   | —  | —  | —  | —  |
|              | Rempart de Québec         | LHJMQ        | 2    | 0   | 1   | 1   | 2   | —   | —  | —  | —  | —  |
| 1985–1986    | Hartford Whalers          | NHL          | 2    | 0   | 0   | 0   | 0   | —   | —  | —  | —  | —  |
|              | Olympiques de Hull        | LHJMQ        | 26   | 10  | 33  | 43  | 14  | 13  | 6  | 28 | 34 | 22 |
| 1986–1987    | Hartford Whalers          | NHL          | 67   | 2   | 8   | 10  | 20  | 2   | 0  | 2  | 2  | 2  |
|              | Binghamton Whalers        | AHL          | 12   | 2   | 4   | 6   | 0   | —   | —  | —  | —  | —  |
| 1987–1988    | Hartford Whalers          | NHL          | 67   | 7   | 21  | 28  | 30  | 6   | 1  | 1  | 2  | 8  |
| 1988–1989    | Hartford Whalers          | NHL          | 78   | 8   | 9   | 49  | 3   | 0   | 1  | 1  | 4  |    |
| 1989–1990    | Hartford Whalers          | NHL          | 28   | 4   | 2   | 6   | 14  | 5   | 0  | 0  | 0  | 2  |
| 1990–1991    | Hartford Whalers          | NHL          | 73   | 7   | 12  | 19  | 17  | 6   | 0  | 2  | 2  | 2  |
| 1991–1992    | Washington Capitals       | NHL          | 78   | 11  | 29  | 40  | 31  | 7   | 1  | 2  | 3  | 4  |
| 1992–1993    | Washington Capitals       | NHL          | 77   | 21  | 29  | 50  | 34  | 6   | 1  | 1  | 2  | 4  |
| 1993–1994    | Washington Capitals       | NHL          | 84   | 16  | 35  | 51  | 66  | 9   | 1  | 8  | 9  | 6  |
| 1994–1995    | Washington Capitals       | NHL          | 47   | 5   | 14  | 19  | 53  | 7   | 1  | 3  | 4  | 2  |
| 1995–1996    | Washington Capitals       | NHL          | 81   | 5   | 33  | 38  | 40  | 6   | 2  | 0  | 2  | 12 |
| 1996–1997    | Washington Capitals       | NHL          | 57   | 6   | 18  | 24  | 28  | —   | —  | —  | —  | —  |
| 1997–1998    | Washington Capitals       | NHL          | 59   | 1   | 15  | 16  | 36  | —   | —  | —  | —  | —  |
|              | Toronto Maple Leafs       | NHL          | 12   | 3   | 6   | 9   | 6   | —   | —  | —  | —  | —  |
| 1998–1999    | Toronto Maple Leafs       | NHL          | 79   | 5   | 24  | 29  | 28  | 17  | 2  | 1  | 3  | 10 |
| 1999–2000    | Toronto Maple Leafs       | NHL          | 3    | 0   | 1   | 1   | 0   | —   | —  | —  | —  | —  |
|              | Chicago Blackhawks        | NHL          | 45   | 6   | 18  | 24  | 14  | —   | —  | —  | —  | —  |
|              | Dallas Stars              | NHL          | 28   | 2   | 8   | 10  | 14  | 23  | 2  | 1  | 3  | 8  |
| 2000–2001    | Washington Capitals       | NHL          | 68   | 7   | 11  | 18  | 18  | 5   | 0  | 0  | 0  | 2  |
| 2001–2002    | Washington Capitals       | NHL          | 70   | 3   | 11  | 14  | 26  | —   | —  | —  | —  | —  |
| 2002–2003    | Washington Capitals       | NHL          | 1    | 0   | 0   | 0   | 4   | —   | —  | —  | —  | —  |
| NHL totalt   | NHL totalt                | NHL totalt   | 1171 | 122 | 313 | 435 | 545 | 102 | 11 | 22 | 33 | 66 |
| AHL totalt   | AHL totalt                | AHL totalt   | 12   | 2   | 4   | 6   | 0   | —   | —  | —  | —  | —  |
| LHJMQ totalt | LHJMQ totalt              | LHJMQ totalt | 160  | 35  | 108 | 143 | 155 | 18  | 7  | 29 | 36 | 22 |